# Ruy (Name)
Ruy ist ein männlicher Vorname und Familienname.

## Herkunft und Bedeutung
Ruy ist eine mittelalterliche spanische und portugiesische Kurzform des Namens Rodrigo. In Portugal ist auch die Schreibweise Rui verbreitet.

## Namensträger
- Ruy Franco de Almeida Junior (* 1989), brasilianischer Fußballspieler
- Ruy Barbosa (1849–1923), brasilianischer Schriftsteller, Jurist und Politiker
- Ruy Belo (1933–1978), portugiesischer Poet, Essayist und Übersetzer
- Ruy de Carvalho (* 1927), portugiesischer Schauspieler
- Ruy Castro (* 1948), brasilianischer Autor, Journalist und Übersetzer
- Ruy Cinatti (1915–1986), portugiesischer Dichter, Anthropologe und Agronom
- Ruy Coelho (1889–1986), portugiesischer Pianist, Komponist und Dirigent
- Ruy Díaz de Isla (1462–1542), spanischer Arzt
- Ruy de Freitas (1916–2012), brasilianischer Basketballspieler
- Ruy Furtado (1919–1991), portugiesischer Schauspieler
- Ruy Roque Gameiro (1906–1935), portugiesischer Bildhauer
- Ruy González de Clavijo († 1412), spanischer Diplomat und Autor
- Ruy Guerra (* 1931), mosambikanisch-brasilianischer Schauspieler, Filmregisseur, Drehbuchautor und Lyriker
- Ruy López de Segura (1530–1580), spanischer Schachlehrer
- Ruy López de Villalobos (≈1500–1544), spanischer Entdecker
- Ruy Ohtake (1938–2021), brasilianischer Architekt
- Ruy Teles Palhinha (1871–1957), portugiesischer Botaniker
- Ruy Ramos (japanisch ラモス瑠偉, Ramosu Rui; * 1957), in Brasilien geborener japanischer Fußballspieler
- Ruy Rendón Leal (* 1953), mexikanischer Geistlicher und römisch-katholischer Erzbischof von Hermosillo
- Ruy Serra (1900–1986), Bischof von São Carlos
- José Ruy Gonçalves Lopes (* 1967), brasilianischer Priester, Bischof von Jequié

## Nachname
- Alberto Ruy-Sánchez (* 1951), mexikanischer Schriftsteller